# Konstal 102N
Konstal 102N/802N – seria tramwajów wytwarzanych w latach 1967–1970 przez zakłady Konstal w Chorzowie. Ogółem wyprodukowano 47 egzemplarzy, w tym 42 sztuki normalnotorowych typu 102N i 5 sztuk wąskotorowych typu 802N. 102N/802N to pierwszy polski szybkobieżny tramwaj przegubowy wytwarzany seryjnie.

## Konstrukcja
Wagon typu 102N to jednokierunkowy, sześcioosiowy, silnikowy wagon tramwajowy, składający się z dwóch członów. 102N z prototypowego 15N (część mechaniczna) oraz wagonów 13NS (część elektryczna). W stosunku do 15N zmieniono, oprócz nastawnika jazdy i rozrządu, przód i tył wozu – stał się on bardziej kanciasty. Skrajne wózki są napędowe, środkowy wózek jest toczny (pozbawiony napędu). Ponad środkowym wózkiem znajduje się przegub łączący ze sobą dwa człony tramwaju. W każdym z członów po prawej stronie umieszczono dwoje elektrycznie sterowanych, czteroczęściowych drzwi harmonijkowych, przy czym dwoje środkowych drzwi jest węższych. Wygląd tramwaju stworzył Instytut Wzornictwa Plastycznego.
W tramwaju 102N zamontowano wyposażenie elektryczne z rozruchem stycznikowym. W skrajnych wózkach znajdują się po dwa połączone szeregowo silniki prądu stałego typu LTb-220 o mocy 41,5 kW, przy czym każdy napędza jedną oś. Motorniczy kieruje tramwajem za pomocą korbkowego nastawnika wyposażonego w 22 pozycje jazdy, 20 pozycji hamowania i pozycję 0. Obwody pomocnicze, takie jak obwód sterowania, maszyny drzwiowe, zasilane są z przetwornicy wirowej napięciem 40 V DC. W wagonach typu 102N zainstalowano cztery rodzaje hamowania: elektrodynamiczne, wspomagane przez hamulec tarczowy wózka tocznego (sterowany solenoidem) używane podczas normalnej jazdy, hamulce bębnowe służące do umiejscowienia pojazdu i hamulce szynowe, wykorzystywane przy hamowaniu awaryjnym. Prąd elektryczny pobierany jest z sieci trakcyjnej za pomocą odbieraka prądu typu OTK-1. Na ścianie przedniej oraz tylnej tramwaju umieszczono gniazda do sterowania wielokrotnego, umożliwiające złączenie tramwaju 102N z innym tramwajem tego typu lub też z tramwajem 102Na. Tramwaje wyposażono w jeden przedni reflektor. W przedziale pasażerskim umieszczono plastikowe lub skajowe siedzenia w układzie 1+1. 
Duże szyby czołowe zapewniały motorniczemu dobrą widoczność, jednak ujemny kąt nachylenia szyby powodował, że w warunkach nocnych refleksy świetlne oślepiały zarówno motorniczego, jak i kierowców pojazdów jadących naprzeciwko tramwaju. Podjęto więc prace nad nowym typem tramwaju, które doprowadziły do opracowania wozu 102Na.

### Wersje
Oprócz normalnotorowej wersji 102N produkowano także wersję wąskotorową 802N, różniącą się od pierwowzoru szerokością pudła, kształtem dachu, wysokością okien oraz szerokością i rozmieszczeniem drzwi. Ze względu na niedogodności eksploatacji (przednia szyba) wyprodukowano tylko 42 sztuki wersji normalnotorowej i 5 sztuk wąskotorowej. 
Zakłady Konstal planowały także wyprodukowanie jednoczłonowej odmiany tramwaju 102N, która miała nosić oznaczenie 101N. Z uwagi na wspomniane już problemy z kątem nachylenia szyby przedniej zrezygnowano z rozpoczęcia produkcji.

## Dostawy
| Państwo        | Miasto                 | Typ            | Lata dostaw    | Liczba | Numery taborowe |        |
| -------------- | ---------------------- | -------------- | -------------- | ------ | --------------- | ------ |
| Polska         | Gdańsk                 | 102N           | 1969           | 5      | 1100–1104       | [ 6 ]  |
| Polska         | konurbacja górnośląska | 102N           | 1967–1970      | 20     | 131–150         | [ 7 ]  |
| Polska         | Kraków                 | 102N           | 1969           | 7      | 201–207         | [ 8 ]  |
| Polska         | Łódź                   | 802N           | 1970           | 5      | 1–5             | [ 9 ]  |
| Polska         | Poznań                 | 102N           | 1969           | 8      | 1–8             | [ 10 ] |
| Polska         | Wrocław                | 102N           | 1969           | 2      | 2001–2002       | [ 11 ] |
| Łączna liczba: | Łączna liczba:         | Łączna liczba: | Łączna liczba: | 47     |                 |        |

## Eksploatacja
Tramwaje 102N eksploatowane były w Krakowie, Gdańsku, GOPie, Poznaniu i Wrocławiu, natomiast 802N w Bydgoszczy i Łodzi. W jej trakcie wozy poddawane były rozmaitym modyfikacjom – m.in. we Wrocławiu zdecydowano się na przerobienie powodujących problemy ścian czołowych, co upodobniło je do wagonów 102Na. 
Tramwaje 802N służyły w Bydgoszczy oraz w Łodzi. Ostatni egzemplarz 802N został skasowany w Bydgoszczy 27 grudnia 1990 r.
Ostatni wagon 102N zakończył służbę liniową w roku 2004 w Poznaniu. Tramwaje 102N znajdują się w zbiorach muzealnych w Krakowie, Poznaniu, Warszawie i Wrocławiu, a dodatkowo w Chorzowie odstawiony jest wagon o numerze taborowym 150, który jest ostatnim wyprodukowanym wagonem typu 102N (numer fabryczny 42), oficjalnie oczekujący na remont.

## Wagony historyczne
| Pochodzenie            | Numer taborowy | Obecny właściciel    | Rok produkcji | Historyczny od roku |        |
| ---------------------- | -------------- | -------------------- | ------------- | ------------------- | ------ |
| konurbacja górnośląska | 8              | Tramwaje Śląskie     | 1970          | oczekuje na remont  | [ 12 ] |
| Kraków                 | 203            | MPK Kraków           | 1969          | 1994                | [ 13 ] |
| Kraków                 | 2109           | TMW Wrocław          | 1969          | 2002                | [ 14 ] |
| Poznań                 | 5              | Tramwaje Warszawskie | 1969          | 2004                | [ 15 ] |
| Poznań                 | 1              | MPK Poznań           | 1969          | 2004                | [ 17 ] |

## Galeria

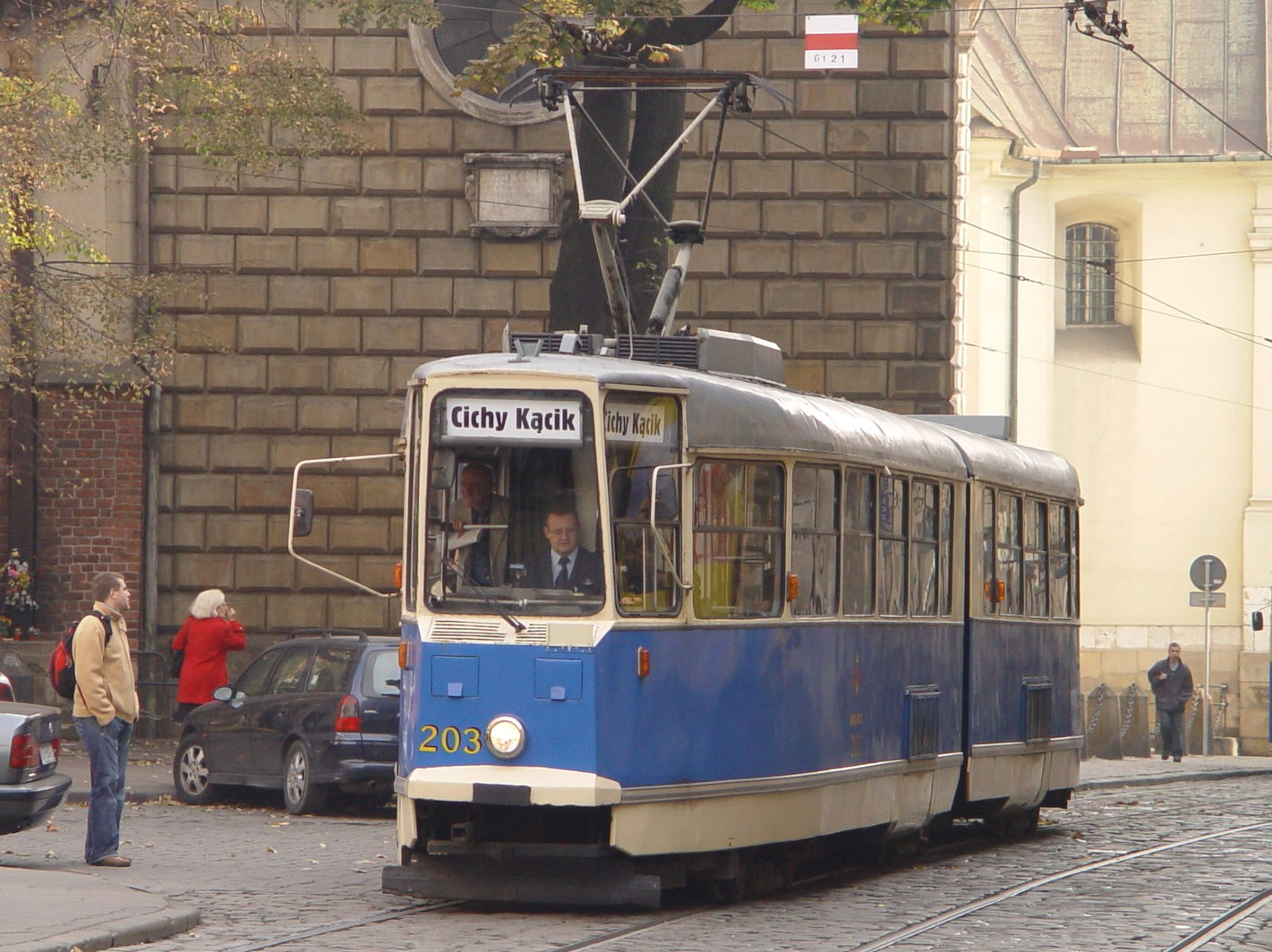
102N w Krakowie, 2005
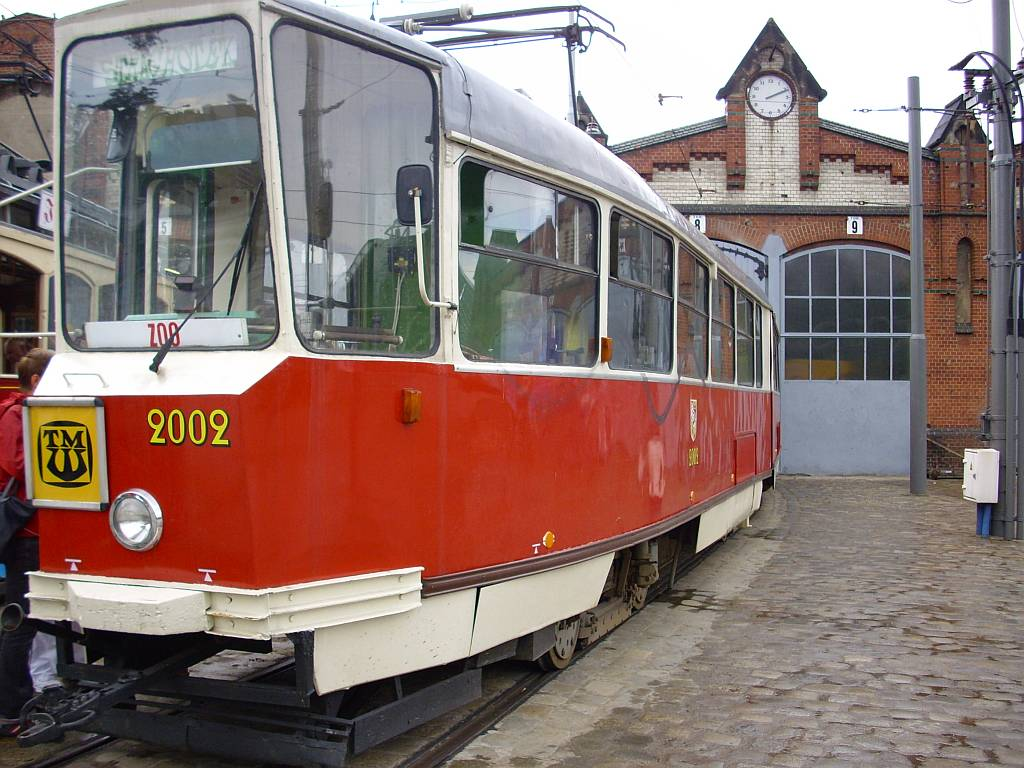
102N we Wrocławiu, 2008
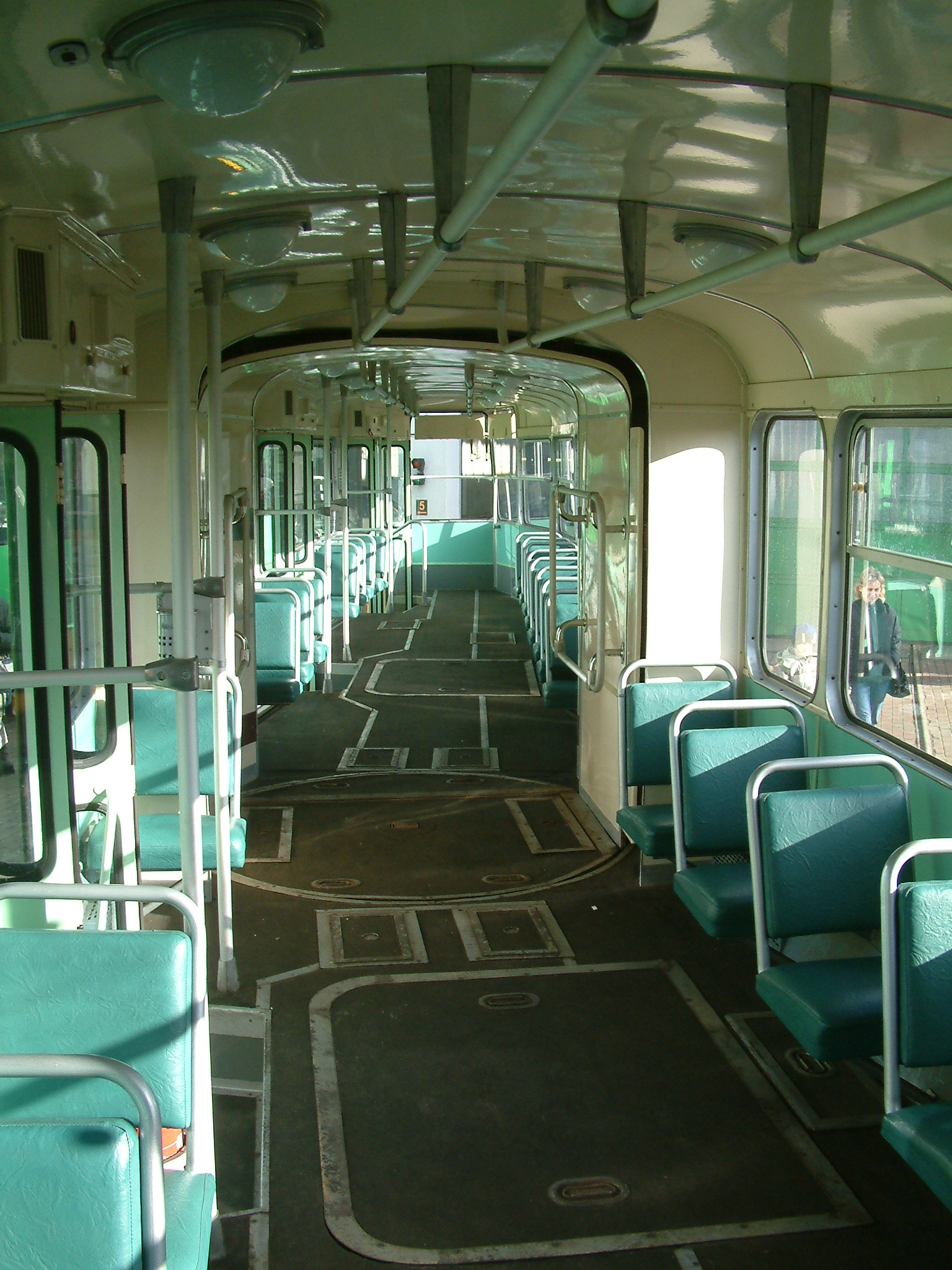
Wnętrze wagonu 102N
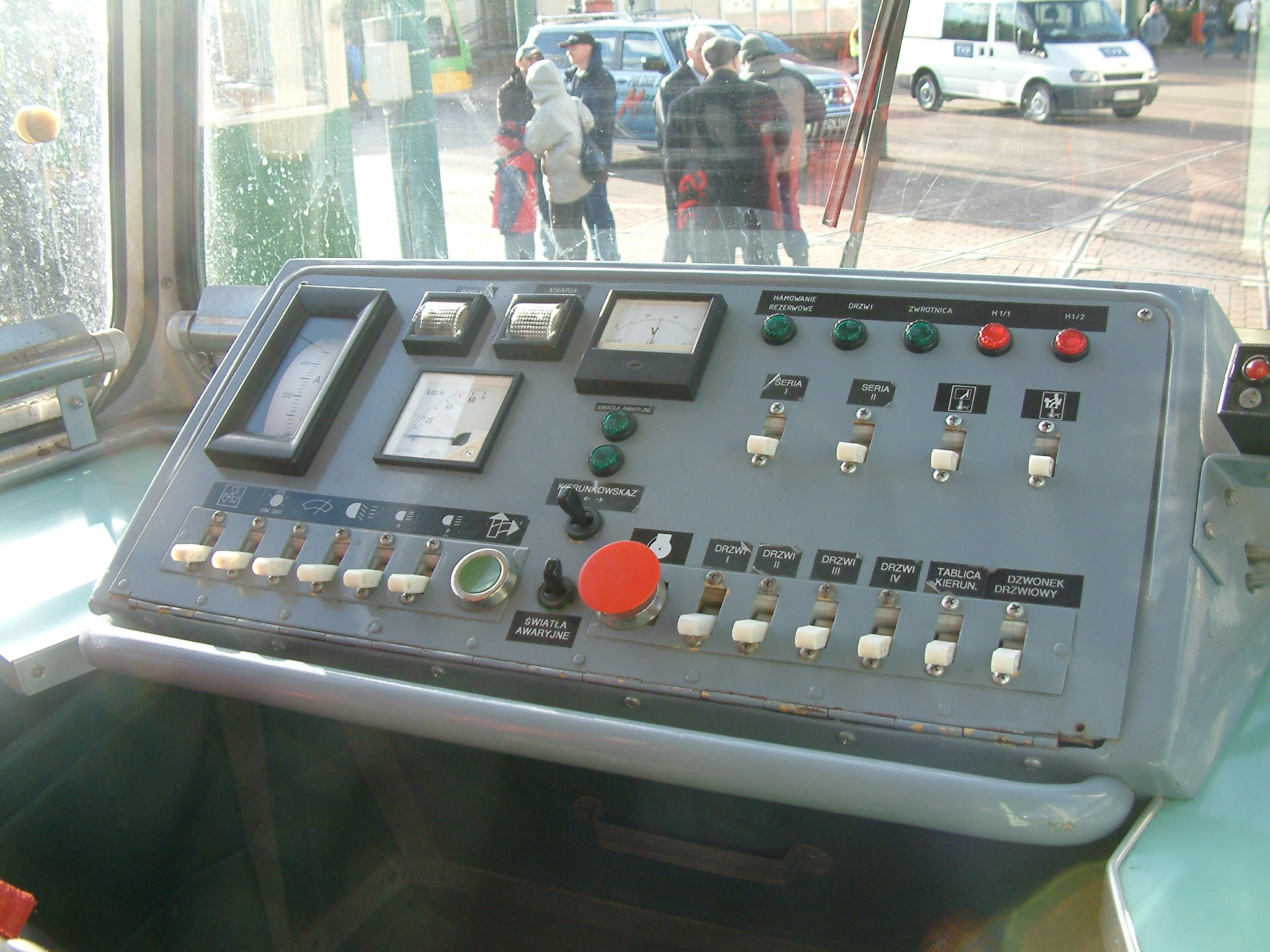
Pulpit motorniczego
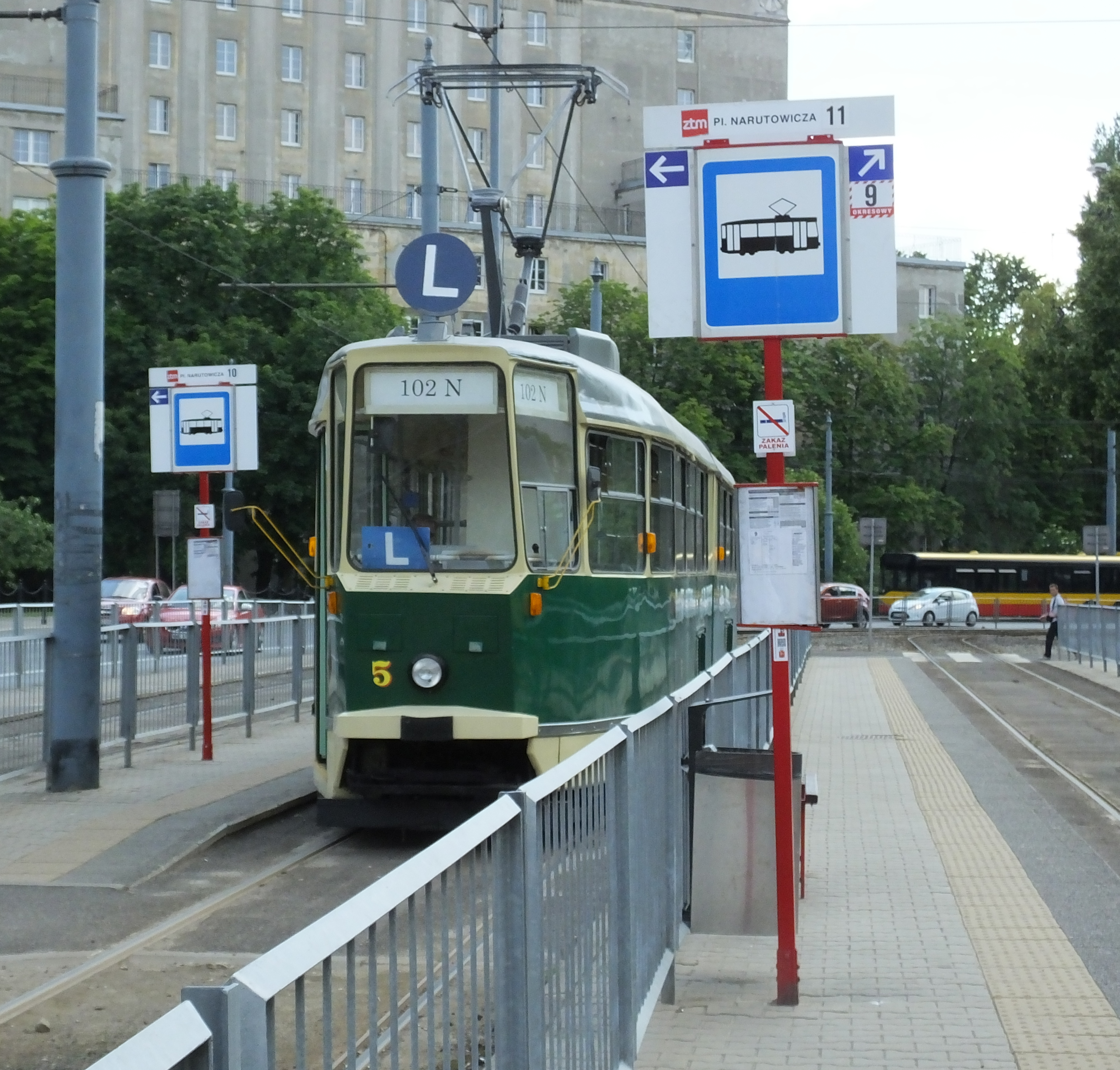
102N w Warszawie, 2017